# Andrea Montemurro
Andrea Montemurro (Colleferro, 2 maggio 1977) è un dirigente sportivo e scrittore italiano, compositore musicale, produttore del Roma Music Festival, attuale Presidente della Confederazione Calcistica Italiana e del Gruppo Montemurro Holding. Autore dei libri "Miracolo Islanda" e "La guerra che non c'era". È stato dal 2016 al 2020 Consigliere Nazionale della Federazione Italiana Giuoco Calcio, nonché membro del consiglio UEFA e presidente della Divisione calcio a 5..Per il suo operato nello sport management è stato insignito di vari riconoscimenti tra i quali il Premio “Beppe Viola”. ed il premio Città di Roma. 

## Calcio
Dopo una iniziale esperienza al Genzano Calcio a 5, dal 2000 al 2004 approda alla S.S. Lazio e successivamente al Nepi in qualità di Direttore Generale e poi nuovamente alla Lazio calcio a 5 in qualità di Presidente. Nelle sue gestioni ha vinto due Coppa Italia (nel 2003 con la Lazio e nel 2011 sempre con la Lazio), un campionato femminile ed ottenuto tre secondi posti in campionato (nel 2003 con la Lazio e nel 2006 con il Nepi), vincendo con il Nepi anche la medaglia di bronzo alla Coppa delle Coppe (2006). Montemurro è stato il più giovane direttore generale di serie A (2001) nonché il più giovane presidente vincitore di un trofeo nazionale (2011). 
Nel 2016 candidato alla Presidenza della Divisione Calcio a 5 italiana dove viene sostenuto da personaggi del calcio e del calcio a 5 italiano e internazionale tra i quali: Hernán Crespo, Alessio Musti, Vinicius Bacaro e Andrea Rubei, dando vita al movimento Change is possible del 2016. Il 19 dicembre 2016 viene eletto presidente della Divisione Calcio a 5. Con l'elezione diviene il più giovane presidente nella storia del CONI e della Federcalcio; viene inoltre eletto Consigliere Nazionale della F.I.G.C. e della L.N.D.. Dal maggio 2017 viene nominato dal consiglio federale FIGC nella commissione per lo sviluppo del calcio Femminile, e dal giugno 2017 diviene membro del consiglio UEFA su nomina del Presidente FIGC Carlo Tavecchio. Nello stesso anno cura per la F.I.G.C. il progetto "Quarta Categoria". Per la sua carriera, nel luglio 2017 riceve il Premio Sportitalia Awards come Dirigente Sportivo dell’anno, mentre nel mese di ottobre 2017 viene insignito con il Premio Gaetano Scirea; nell'aprile 2018 riceve dal Presidente del Coni Giovanni Malago il Premio Città di Roma.. Nell'Ottobre 2018 viene designato dai presidenti dei comitati regionali e dai delegati assembleari della Lega nazionale Dilettanti come Rappresentante Nazionale della LND al Consiglio Federale e il 22 ottobre diviene nuovamente Consigliere Nazionale F.I.G.C., svolgendo così il suo secondo mandato. Nel novembre 2018 è delegato dal consiglio Federale al tavolo di lavoro per la riforma di Club Italia in relazione all'attività delle nazionali mentre successivamente viene confermato in qualità di Delegato UEFA per il quadriennio 2019-2023. 
Nel mese di maggio 2019 riceve il prestigioso premio “Beppe Viola” in qualità di miglior dirigente sportivo della stagione. Durante la sua gestione del calcio a 5 nazionale, ha migliorato il record di società iscritte ai campionati nazionali, ha risanato portando in positivo un bilancio deficitario delle passate gestioni, ha dato alla disciplina un nuovo aspetto mediatico inserendolo nei palinsesti delle principali reti televisive nazionali, tra le quali Rai, Sportitalia e Sky Sport. Durante il mandato a Presidente del calcio a 5 italiano ha dato vita ad una interminabile serie di innovazioni tra le quali: Futsal Lab, Futsal Academy, Campionato nazionale over 40, ideazione social match, Futsal Day, Coppa della Divisione, ideazione della nazionale sperimentale, è inoltre stato ideatore del famoso progetto Futsal in Soccer in collaborazione con numerosi club professionistici di calcio tra i quali: Milan, Udinese, Brescia, Sassuolo, Frosinone, Bologna e molti altri. È stato capo delegazione della Nazionale Italiana nel 2017 nelle qualificazioni degli Europei in Georgia, nel 2018 nella fase finale del Campionato Europeo in Sloveniae nel 2020 nella fase di qualificazione ai Mondiali in Portogallo. Nel 2019 ha ideato e curato l'accordo tra Lega Nazionale Dilettanti e Nike per il nuovo pallone unico dedicato al mondo dilettantistico italiano.
Il 15 Marzo 2025 viene eletto Presidente Nazionale della Confederazione Calcistica Italiana.
Il 21 Giugno 2025 in qualità di Presidente della Confederazione Calcistica Italiana conquista la Nations League di calcio a 8.

## Pallavolo
Nel 2015 è nominato presidente della Roma Volley con la quale vince dapprima il campionato nazionale di serie B2 e successivamente quello di B1, riportando la società romana in serie A, lasciando poi l’incarico per dedicarsi esclusivamente allo sviluppo del calcio a 5.

## Musica
Dal 2006 è ideatore e produttore della manifestazione nazionale per la musica emergente “Roma Music Festiva” giunta alla 18ª edizione.
È autore musicale nonché compositore di musica da film e musica classica. Dal 2006 è ideatore e produttore della manifestazione musicale nazionale dedicata alla musica emergente Roma Music Festival. In qualità di compositore classico ha dato alla luce una serie di lavori musicali tra i quali la raccolta di brani "Briciole sonore in bianco e nero " con il quale è balzato nel 2016 nelle prime posizioni delle classifiche di gradimento nel relativo genere musicale, di sua composizione anche il noto brano "Lo Sguardo di mio padre ". del 2018. Nel Novembre 2020 è uscito il suo ultimo lavoro musicale orchestrale singolo dal titolo "Perdermi", di Marzo 2020 il brano "L'ultimo temporale " in collaborazione con il Maestro d'orchestra Zannini Quirini. . 
Dal Febbraio 2021 riveste la carica di Presidente dell’Associazione Nazionale Musicisti Italiani
Nel Marzo 2021 inizia una stretta collaborazione artistica con Amedeo Minghi con il quale scrive e pubblica il successo "Navi o Marinai " .
Nel Maggio 2021, in qualità di Presidente dell’Associazione Nazionale Musicisti, ha ideato la prima Maratona Musicale no stop della durata di 12 ore, dal titolo “Non Fermiamo la Musica” con la presenza di molti artisti noti della musica italiana. 
Dal 2022 è responsabile del progetto "MUSICIAN+" co-finanziato dalla commissione europea. 
Nel Maggio 2022 torna alla composizione strumentale presentando il brano "Imperfetti".
Dal Dicembre 2023 l'Associazione Nazionale Musicisti Italiani, da lui presieduta, ottiene il riconoscimento quale membro effettivo dell'European Music Council. 
Nel Marzo 2024 continua la sua stretta collaborazione con Amedeo Minghi con il quale scrive e pubblica i brani "Non c'è vento stasera" e "Dove sei, dove mai"
Nel Novembre 2024 pubblica con Amedeo Minghi i testi dell'album "Anima Sbiadita" , della relativa hit "Anima Sbiadita" e dei principali brani dell'album. 

## Cultura
In qualità di scrittore, nel Giugno 2020 ha dato alla luce il suo libro di esordio dal titolo "Miracolo Islanda, lo sport come antidoto delle devianze giovanili" con le importanti prefazioni di Giorgia Meloni e Giovanni Malagò. 
Per la stesura del libro "Miracolo Islanda"  nel Novembre 2022 è stato insignito, nella categoria Cultura e Letteratura, del Premio Nazionale "Storie di Talenti".
Nel mese di Settembre 2021 in concomitanza con la commercializzato del podcast " Miracolo Islanda- Lo sport come antidoto alle devianze giovanili " è stata edita anche la seconda edizione del libro e la versione in lingua inglese.
Nel Maggio 2022 ha presentato il suo ultimo libro dal titolo "La guerra che non c'era - Storie reali e sconosciute in tempo di guerra fredda".
Nel Dicembre 2022 viene presentata la versione tascabile del libro “Miracolo Islanda” giunto alla terza ristampa. 
Nello stesso periodo il testo diviene un podcast in tre puntate.
È stato insignito per due edizioni consecutive del Premio Nazionale "Storie di Talenti".